# Coxilha (Rio Grande do Sul)
Coxilha é um município brasileiro do estado do Rio Grande do Sul, localizado na região sul, próximo a Passo Fundo, no Planalto Médio. Sua economia está baseada na produção agrícola, com ênfase na soja e no milho.

## Geografia
Localiza-se a uma latitude 28°07'38" sul e a uma longitude 52°17'46" oeste, estando a uma altitude de 721 metros.
Possui uma área de 421,14 km² e sua população estimada em 2010 era de 2.826 habitantes.